# LOVE IN CITY
『LOVE IN CITY』（ラヴ・イン・シティ）は、1976年9月21日に発売された愛奴の2枚目のアルバム。

## 解説
浜田省吾の脱退後に制作された1年4ヶ月振り、2枚目のアルバム。本作以降、新たなアルバムが作られないまま解散したため結果的に最後のオリジナルアルバムになった。浜田が楽曲提供した同日発売のシングル「朝からごきげん」が収録されている。

## 収録曲
| #  | タイトル            | 作詞     | 作曲     | 編曲   | 時間 |
| -- | ------------------- | -------- | -------- | ------ | ---- |
| 1. | 「午前10時のSAMBA」 | 山崎貴生 | 山崎貴生 | 青山徹 | 3:57 |
| 2. | 「朝からごきげん」  | 浜田省吾 | 浜田省吾 | 青山徹 | 3:13 |
| 3. | 「夏の二人」        | 青山徹   | 青山徹   | 青山徹 | 4:21 |
| 4. | 「OLLE」            | 山崎貴生 | 山崎貴生 | 青山徹 | 6:52 |
| 5. | 「明日」            | 山崎貴生 | 山崎貴生 | 青山徹 | 4:10 |

| #         | タイトル           | 作詞                                  | 作曲               | 編曲      | 時間  |
| --------- | ------------------ | ------------------------------------- | ------------------ | --------- | ----- |
| 6.        | 「川ぞいの道に」   | 町支寛二                              | 町支寛二           | 青山徹    | 4:06  |
| 7.        | 「LOVE TIME」      | 山崎貴生                              | 山崎貴生           | 青山徹    | 3:20  |
| 8.        | 「約束」           | 中野督夫 for Sentimental City Romance | 青山徹             | 青山徹    | 4:01  |
| 9.        | 「コバルト蜃気楼」 | 青山徹                                | 町支寛二・山崎貴生 | 青山徹    | 3:49  |
| 10.       | 「一人都会で」     | 町支寛二                              | 町支寛二           | 町支寛二  | 3:40  |
| 11.       | 「人想い」         | 町支寛二                              | 町支寛二           | 町支寛二  | 5:09  |
| 合計時間: | 合計時間:          | 合計時間:                             | 合計時間:          | 合計時間: | 46:35 |

## 曲解説

### A面
1. 午前10時のSAMBA
2. 朝からごきげん
浜田が愛奴のために書いた最後の曲。アルバムと同日にシングルも発売された。
3. 夏の二人
4. OLLE
5. 明日

### B面
1. 川ぞいの道に
2. LOVE TIME
3. 約束
作詞はセンチメンタル・シティ・ロマンスの中野督夫が手かげている。
4. コバルト蜃気楼
5. 一人都会で
6. 人想い